# Елджеро Елія
Елджеро Джордж Ріналдо Елія (нід. Eljero George Rinaldo Elia, МФА: [ˈɛldʒəroː ˈeːlijaː]; нар. 13 лютого 1987, Ворбург) — нідерландський футболіст суринамського походження, півзахисник клубу «АДО Ден Гаг».

## Титули і досягнення
- Чемпіон Італії (1):

«Ювентус»: 2011-12
- Чемпіон Нідерландів (1):

«Феєнорд»: 2016-17
- Володар Кубка Нідерландів (1):

«Феєнорд»: 2015-16
- Чемпіон Туреччини (1):

«Істанбул Башакшехір»: 2019-20
- Віце-чемпіон світу: 2010